# Filippo Maria Pirelli
Filippo Maria Pirelli (ur. 29 kwietnia 1708 w Ariano, zm. 20 stycznia 1771 w Rzymie) – włoski kardynał.

## Życiorys
Urodził się 29 kwietnia 1708 roku w Ariano, jako syn Domenica Pirelliego i Camilli Mirandy. Studiował na La Sapienzy, gdzie uzyskał doktorat utroque iure. Następnie został audytorem Trybunału Obojga Sygnatur i Kamery Apostolskiej. 4 listopada 1764 roku przyjął święcenia kapłańskie. 4 lutego 1765 roku został tytularnym arcybiskupem Damaszku, a sześć dni później przyjął sakrę. 26 września 1766 roku został kreowany kardynałem prezbiterem i otrzymał kościół tytularny San Crisogono. Zmarł 20 stycznia 1771 roku w Rzymie.